# Bauné
Bauné korábbi község Franciaország Loire mente régiójában, Maine-et-Loire megyében. 2016. január 1-jén hat másik korábbi községgel egyesült és Loire-Authion új község része lett.
Lakosainak száma 1774 fő (2018. január 1.). Bauné Chaumont-d’Anjou, Corné, Cornillé-les-Caves, Corzé, Lué-en-Baugeois és Sarrigné községekkel határos.

## Népesség
A település népességének változása:
| Lakosok száma | 615  | 563  | 901  | 1142 | 1290 | 1543 | 1623 | 1689 | 1733 | 1774 |
|               | 1962 | 1968 | 1982 | 1990 | 1999 | 2008 | 2011 | 2013 | 2017 | 2018 |